# 六方焼

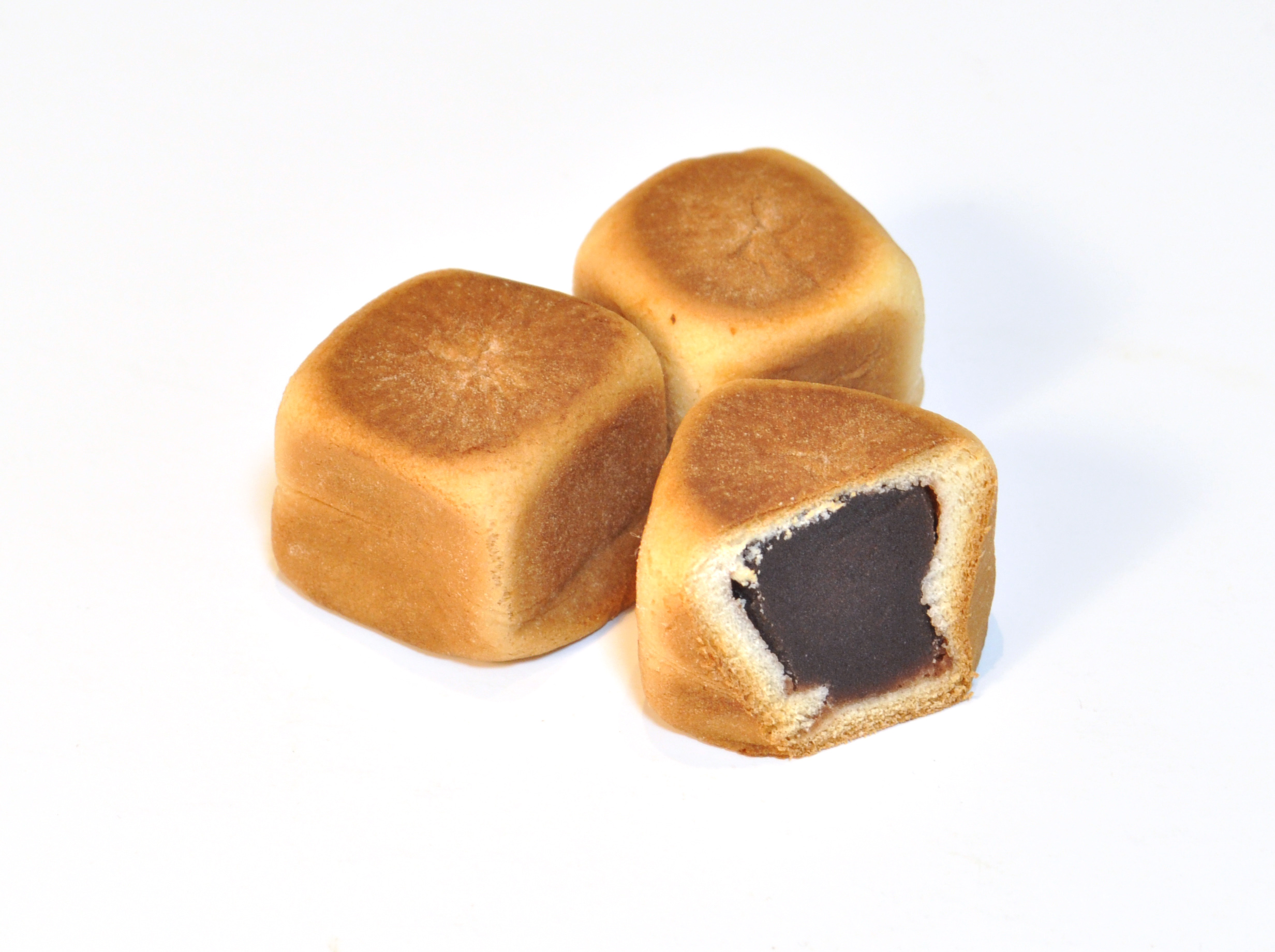
六方焼

六方焼（ろっぽうやき）は、中に餡が入った直方体形の焼き菓子。六宝焼という表記も用いられる。餡のまわりに小麦粉と卵で作った生地を付け、焼いた饅頭である。生地の六面を焼き上げ、外観が直方体をしていることから、この名がつけられた。
江戸時代後期の大阪の風俗を綴った『浪華百事談』には、当時餅屋や饅頭屋で売られていた六面体の菓子について「今六方やきといひ、前は是を江戸金つばといふ」と記しており、きんつばのような菓子が変化して現在の製法になったと考えられる。
形状は角きんつばに似ているが、きんつばの皮が小麦粉のみを原料としており、薄くて、焼き上がりが白いのに対して、六方焼の皮は一般に原料が小麦粉と卵で、厚みがあり、焼き上がりは茶色である。また、きんつばの餡は粒餡を寒天で固めたものが多いが、六方焼の餡はこし餡が多い。大きさは、きんつばのように扁平で大きなものもあるが、一口大で立方体に近い小ぶりのものも多い。
石川県加賀市山代温泉、福井県をはじめとする北陸、近畿地方を中心に、日本全国で製造されている。また、九州地方の大分県大分市でも銘菓として知られる。